# Євсюков Віктор Олександрович
Віктор Олександрович Євсюков (народився 6 жовтня 1956, Сталіно (Донецьк), Українська РСР) — колишній радянський та казахстанський легкоатлет.. Майстер спорту міжнародного класу (метання списа). Бронзовий призер чемпіонату Європи 1986, срібний призер чемпіонату світу 1987 року (Рим). Учасник Олімпійських ігор 1988 року. Чотириразовий чемпіон СРСР (1984, 1987-1989).

## Біографія
Віктор Олександрович Євсюков народився в Сталіно, але його спортивна кар'єра пов'язана з казахстанським «Динамо» (Алмати).

## Досягнення
1986 року він переміг на змаганнях Меморіалу братів Знаменських, показавши найкращий результат сезону у світі, кинувши спис на 83,68 м.
На Олімпіаді-1988 у Сеулі(Південна Корея) посів п'яте місце.
Встановив особистий рекорд (85,16 м) у червні 1987 року в Карл-Маркс-Штадті (сьогодні Хемніц), який досі є рекордом Казахстану.
Особистий рекорд метальника списом старої конструкції (до квітня 1986 року) — 93,70 м, встановлений у Києві 17 липня 1985 року. Серед радянських метальників це був третій найкращий результат після Гейно Пуусте та Яніса Лусіса.
Після завершення спортивної кар'єри став тренером, а з 2017 року — старшим тренером з метань збірної Казахстану з легкої атлетики
| Рік                    | Змагання               | Місто                   | Місце             | Примітки          |
| Representing СРСР      | Representing СРСР      | Representing СРСР       | Representing СРСР | Representing СРСР |
| ---------------------- | ---------------------- | ----------------------- | ----------------- | ----------------- |
| 1986                   | European Championships | Stuttgart, West Germany | 3rd               | 81.80 m           |
| 1987                   | World Championships    | Rome, Italy             | 2nd               | 82.52 m           |
| 1988                   | Olympic Games          | Seoul, South Korea      | 5th               | 82.32 m           |
| Representing Казахстан |                        |                         |                   |                   |
| 1993                   | World Championships    | Stuttgart, Germany      | 37th              | 71.12 m           |